# Folding@home
O Folding@home é um projeto de computação distribuída desenhado para realizar simulações de enrolamentos de proteínas. O projecto foi lançado a 1 de outubro de 2000 e é atualmente gerido pelo Grupo Pande, do departamento de Química da Universidade de Stanford, sob a supervisão do professor Vijay S. Pande. Quando foi lançado, tornou-se o segundo maior projecto depois do SETI@Home.
Em 8 de março de 2004, o Genome@Home terminou e foi unido ao Folding@home.
É um consórcio de 11 laboratórios em todo o mundo que usam os dados para estudar a estrutura molecular de doenças como câncer, ELA e Influenza. A pesquisa sobre o COVID-19 começou no início de março de 2020 e o esforço de crowdsourcing é alimentado por centenas de milhares de GPUs da Nvidia e dezenas de milhares de GPUs da AMD. Atualmente é o maior projeto do gênero, à frente do BOINC.

## Importância do Projeto
A simulação exata do enrolamento de proteínas e das suas deformações permite à comunidade científica entender melhor o desenvolvimento de variadas doenças, como Alzheimer, BSE (mal da vaca louca) e a fibrose quística. Até agora, o Folding@home conseguiu simular o enrolamento na ordem dos 5-10 microssegundos — uma escala de tempo milhares de vezes maior do que a que antes se pensava ser possível.
Muitos jornais científicos publicaram o trabalho do projecto. Os artigos estão listados aqui (inglês).

## Recorde de processamento
Em Abril de 2020 o projeto Folding@home contava com uma capacidade de processamento de 2,481 exaflops, sendo esta a maior capacidade atingida até ao momento, fazendo parte do projeto aproximadamente 1 milhão de computadores, que neste momento usam o seu poder para descobrirem novas curas para o COVID-19.

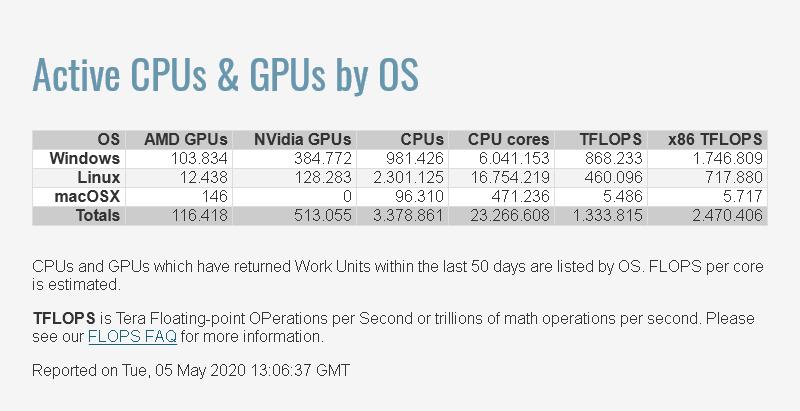
Quantidade de dispositivos executando tarefas em 05/05/2020.

## Como funciona?
O Folding@home não conta com poderosos supercomputadores para o processamento; em vez disso, os colaboradores principais para o projecto são milhares de computadores pessoais que têm instalado um pequeno programa (cliente). O cliente é executado em background, e faz uso do processador do computador quando este não está ocupado.
Nos computadores pessoais mais modernos, o processador raramente é usado na sua totalidade; o cliente Folding@home usa apenas parte que não está a ser utilizada pelo processador para poder trabalhar.
O cliente Folding@home conecta-se periodicamente a um servidor para transferir uma Work Unit (unidade de trabalho), pacotes de dados sobre os quais executa os cálculos. Cada work unit completada é devolvida ao servidor.
O cliente do Folding@home utiliza versões modificadas de quatro programas de simulação molecular para o cálculo: Tinker, Gromacs, AMBER, e QMD.
Cada colaborador do Folding@home tem um nome de utilizador para seguir as suas contribuições. Cada utilizador deve correr o cliente em um ou mais processadores; por exemplo, um utilizador doméstico com dois computadores pode executar um cliente em cada um deles. Utilizadores podem também contribuir para uma ou mais equipas. Vários utilizadores podem juntar-se para criar uma equipa. Os colaboradores têm pontos que indicam o número e a dificuldade das unidades de trabalho completas. A lista dos melhores colaboradores e outras estatísticas são colocados no site do Folding@home.

## Desenvolvimento e Futuro
A 1 de agosto de 2005, mais de 180.000 processadores estavam a participar activamente no Folding@home, num total de mais de 1.300.000 processadores registados no projecto. Com este nível de participação, o Folding@home é um dos mais poderosos computadores no mundo, capaz de cerca 175 teraflops em termos computacionais.
Há nesta altura cooperação entre o Folding@home e os laboratórios do Google. Neste caso, chama-se Google Compute.
Está também a ser desenvolvida uma nova maneira de acelerar o poder computacional usando a unidade de processamento gráfico, em adição ao processador.
O Folding@home está actualmente a desenvolver uma versão do BOINC com a esperança de atrair mais utilizadores[carece de fontes?].
Devido a uma parceria do projeto com a empresa Sony, os usuários do console PlayStation 3 podiam utilizar o processador Cell para colaborar com o Folding@home. Em outubro de 2012, a empresa encerrou o suporte ao projeto no console após uma atualização de firmware.
Atualmente o Clube do Hardware é a equipe mais atuante do hemisfério sul, embora existam outras equipes brasileiras no ranking.
Em 2020, O software ultrapassou a marca de 1 milhão de downloads.